# Copa de la Reina de Baloncesto 1981-82
La Copa de la Reina de Baloncesto 1981-82 corresponde a la 20.ª edición de dicho torneo. Se celebró entre el 18 de abril y el 16 de mayo de 1982 en el Pabellón Punta Arnela de Ferrol. 
Esta temporada participan los ocho primeros clasificados de la liga. Las eliminatorias de cuartos y semifinales se juegan a doble partido. La final se juega a partido único en campo neutral. El campeón se clasifica para la Copa Ronchetti 1982-83.

## Desarrollo
La final de Ferrol nunca se pudo ver a través de la televisión. Pero no por una cuestión de falta de interés en emitir el partido. RTVE no pudo retransmitir el partido ya que no había en Galicia enlaces suficientes para poder realizar el encuentro. La razón, todos los elementos disponibles estaban empleados en el despliegue especial y montaje del Mundial de Fútbol de España.
En el palmarés de la FEB el resultado de este partido aparece como 102 a 68. Pero tanto en la crónica del La Vanguardia como en la de Mundo Deportivo del día 17 de mayo de 1982 se recoge un marcador con un punto menos para el Celta. En cualquiera de los casos, los 101 puntos del Celta aquel día siguen siendo la mejor anotación en una final de la Copa de la Reina y la única vez en la que se han superado los 100 puntos en una final.

## Cuartos de final
Los partidos de ida se jugaron el 18 de abril y los de vuelta el 25 de abril.
| Equipo 1       | Agr.    | Equipo 2               | Ida    | Vuelta |
| -------------- | ------- | ---------------------- | ------ | ------ |
| Picadero J. C. | 188–138 | GE Iberia              | 104–66 | 84–72  |
| Canoe N. C.    | 152–168 | R. C. Celta de Vigo    | 74–75  | 78–93  |
| CIBES Nifsa    | 127–136 | Hispano Francés Donuts | 63–67  | 64–69  |
| CD Complutense | 173–147 | CD Donosti             | 94–57  | 79–90  |

## Semifinales
Los partidos de ida se jugaron el 2 de mayo y los de vuelta el 9 de mayo.
| Equipo 1               | Agr.    | Equipo 2            | Ida   | Vuelta |
| ---------------------- | ------- | ------------------- | ----- | ------ |
| Picadero J. C.         | 131–137 | R. C. Celta de Vigo | 72–60 | 59–77  |
| Hispano Francés Donuts | 117–151 | CD Complutense      | 48–75 | 69–76  |

## Final
| 16 de mayo de 1982 | R. C. Celta de Vigo                | 101–68      | CD Complutense         |                                                                  |  |
|                    | Marcador por tiempos: 50–28, 51–40 |             |                        |                                                                  |  |
|                    | Estadísticas Carmen Martínez 19    | Reporte Pts | Estadísticas Seoane 26 | Pabellón: Pabellón Punta Arnela, Ferrol Árbitros: Pardo, Sanchís |  |

| Ganadoras de la Copa de la Reina 1981-82 |
| ---------------------------------------- |
| R. C. Celta de Vigo 2º título            |